# Muawiya I
Muawiya I, egentligen Mu'āwiya ibn abī Sufyān (arabiska: معاوية بن أبي سفيان), född 602, död 6 maj 680, var kalif i det islamiska riket 661–680. Han tillhörde den umayyadiska grenen av samma stam (Quraysh) som profeten Muhammed, och var son till Abu Sufyan ibn Harb. Han var ståthållare i Syrien under Alis kalifat och erkände inte denne som kalif. Efter mordet på Ali utropade Mu'āwiya sig till kalif i Damaskus.  Hans kalifat accepterades i sin tur inte av Alis anhängare, de så kallade shi'at Alī, "Alis parti", som i Medina i stället stödde Alis söner Hasan och Husayn. 
Muawiya slog i början av sin regering ned kharijiternas och alidernas uppror, utvidgade sitt rike till floden Indus i öster, och trängde fram ända till Konstantinopel. 
Han gjorde Damaskuskalifatet ärftligt inom sin familj genom sin son Yazid I (680–683) och grundade därmed umayyadernas dynasti.